# Långbryggan

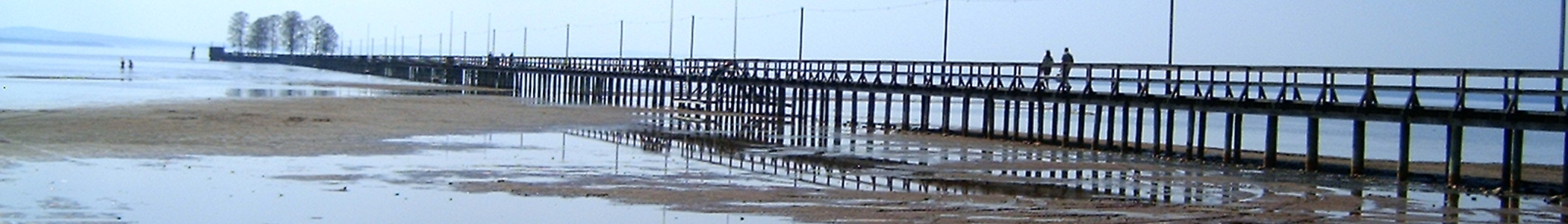
Långbryggan 2006.

Långbryggan är en brygga i Rättvik, Dalarna, vilken med sina 628 meter är världens längsta insjöbrygga.
Långbryggan byggdes 1895 som angöringsplats för ångaren S/S Rättvik som gick i trafik mellan Rättvik och Leksand till 1950-talet.
Numera är långbryggan både tilläggsplats för ångarna M/S Gustaf Wasa och S/S Engelbrekt och på sommaren ett populärt badställe på grund av Rättviks strands långgrundhet.